# Potentilla commutata
Potentilla commutata är en rosväxtart som beskrevs av Johann Georg Christian Lehmann. Potentilla commutata ingår i Fingerörtssläktet som ingår i familjen rosväxter. Utöver nominatformen finns också underarten P. c. polyandra.